# فیفتی فیفتی (گروه موسیقی)
فیفتی فیفتی (به کره‌ای: 피프티 피프티) یک گروه دخترانه کره‌ای است که در سال ۲۰۲۲ تشکیل شد. این گروه در نوامبر ۲۰۲۲ با آلبوم چندآهنگه خود شروع به فعالیت کرد.
آنها با تک‌آهنگ «کوپید» به موفقیت تجاری رسیدند. این تک‌آهنگ که در فوریه ۲۰۲۳ منتشر شد، فیفتی فیفتی را به سریع‌ترین گروه کی‌پاپ تبدیل کرد که در عرض چهار ماه پس از شکل‌گیری، به جداول موسیقی بیلبورد هات ۱۰۰ و تک‌آهنگ‌های بریتانیا وارد شدند. علاوه بر این، آنها را به اولین گروه دخترانه کی پاپ تبدیل کرد که در میان ده جدول برتر بریتانیا جای داشتند. در سال ۲۰۲۳، آنها با وارنر رکوردز قرارداد امضا کردند.